# Найс (Каліфорнія)
Найс (англ. Nice) — переписна місцевість (CDP) в США, в окрузі Лейк штату Каліфорнія. Населення — 2929 осіб (2020).

## Географія
Найс розташований за координатами 39°7′36″ пн. ш. 122°51′9″ зх. д. / 39.12667° пн. ш. 122.85250° зх. д. (39.126644, -122.852464).  За даними Бюро перепису населення США в 2010 році переписна місцевість мала площу 4,47 км², уся площа — суходіл.

## Демографія
Згідно з переписом 2010 року, у переписній місцевості мешкала 2731 особа в 1234 домогосподарствах у складі 676 родин. Густота населення становила 610 осіб/км².  Було 1652 помешкання (369/км²).
Расовий склад населення:
| - 80,1 % — білих - 5,8 % — корінних американців - 2,4 % — чорних або афроамериканців - 1,5 % — азіатів - 0,3 % — вихідців з тихоокеанських островів - 4,5 % — осіб інших рас |

До двох чи більше рас належало 5,4 %. Частка іспаномовних становила 14,1 % від усіх жителів.
За віковим діапазоном населення розподілялося таким чином: 18,5 % — особи молодші 18 років, 62,7 % — особи у віці 18—64 років, 18,8 % — особи у віці 65 років та старші. Медіана віку мешканця становила 46,6 року. На 100 осіб жіночої статі у переписній місцевості припадало 99,2 чоловіків;  на 100 жінок у віці від 18 років та старших — 98,9 чоловіків також старших 18 років.
Середній дохід на одне домашнє господарство  становив 40 259 доларів США (медіана — 28 813), а середній дохід на одну сім'ю — 59 162 долари (медіана — 44 950). За межею бідності перебувало 27,0 % осіб, у тому числі 30,2 % дітей у віці до 18 років та 10,1 % осіб у віці 65 років та старших.
Цивільне працевлаштоване населення становило 850 осіб. Основні галузі зайнятості: мистецтво, розваги та відпочинок — 39,2 %, освіта, охорона здоров'я та соціальна допомога — 31,3 %, науковці, спеціалісти, менеджери — 10,4 %, роздрібна торгівля — 5,6 %.